# Giuliana Calandra
Giuliana Calandra (* 10. Februar 1936 in Moncalieri; † 25. November 2018 in Aprilia) war eine italienische Schauspielerin.

## Leben
Nach dem Besuch der Schauspielschule des Piccolo Teatro di Milano war eines ihrer ersten Engagements die Moderation des Sanremo-Festivals 1961 an der Seite von Lilly Lembo. Auch erste Schritte auf der Bühne erfolgten in dieser Zeit, zunächst bei der Compagnia dei Giovani, dann in den Ensembles um Anna Proclemer und Giorgio Albertazzi, neben Lauretta Masiero und Lina Volonghi, schließlich mit Lilla Brignone und Gianni Santuccio und später unter Regisseuren wie Luca Ronconi, Giuseppe Patrone Griffi und Mario Missiroli. Unter Lina Wertmüller spielte sie (abgesehen von einem kleinen Part im Episodenfilm Ro.Go.Pa.G) ihre erste größere Kinorolle 1973 und wurde zur vielbeschäftigten Charakterdarstellerin in präzise gestalteten Figurenzeichnungen. Oftmals war sie dabei die elegante Dame von Welt, leicht und leichtfertig durchs Leben gehend, mit der Fähigkeit zu Schlagfertigkeit und beißender Ironie; herausragende Beispiele sind ihre Rollen in Die letzte Frau (1976, Marco Ferreri), In viaggio con papà (1982, Alberto Sordi), Ein Skandal in besten Kreisen (1984, Pasquale Festa Campanile) oder Regina (1987, Salvatore Piscicelli).
Mit Beginn der 1980er Jahre entdeckte Calandra weitere Arbeitsfelder: sie arbeitete journalistisch und präsentierte Fernsehsendungen, die sich vor allem mit den Themen Mode und Unterhaltung beschäftigten. Auch spielte sie verstärkt für Fernsehinszenierungen (etwa in Kostümfilmen wie Sandro Bolchis Anna Karenina 1974), was sie bereits seit Mitte der 1960er Jahre getan hatte. So war sie auch in der Reihe von Filmen mit Werken Eduardo De Filippos 1978 zu sehen.

## Filmografie (Auswahl)
- 1958: La spada di Damocle
- 1963: Ro.Go.Pa.G.
- 1973: Liebe und Anarchie (Film d’amore e d’anarchia – Ovvero “Stamattina alle 10 in via dei Fiori nella nota casa di tolleranza …”)
- 1973: Der Nonnenspiegel (Storia di una monaca di clausura)
- 1974: Die cleveren Zwei (Il bestione)
- 1974: Operation gelungen – Patient tot (Tutto in posto e niente in ordine)
- 1975: Der Gorilla (Vai gorilla)
- 1975: Die heißen Engel (La nottata)
- 1975: Rosso – Farbe des Todes (Profondo rosso)
- 1975: Zwei irre Typen mit ihrem tollen Brummi (Simone e Matteo, un gioco di ragazzi)
- 1976: Hippie Nico von der Kripo (Squadra antifurto)
- 1976: Das Hotel der heißen Teens (L'affitacamere)
- 1976: Die letzte Frau (L’ultima donna)
- 1976: Paganini, der Teufelsgeiger (Paganini) (Fernseh-Miniserie)
- 1976: Zum Teufel mit der Jungfernschaft (La segretaria privata di mio padre)
- 1977: Der Supertyp (Ecco noi per esempio)
- 1978: Bleib wie du bist (Così come sei)
- 1978: Die nackte Bourgeoisie (Ritratto di borghesia in nero)
- 1979: Die Liebe einer Frau (Clair de femme)
- 1979: Oh lala, immer auf die Kleinen (C'est dingue… mais on y va)
- 1980: Der Kuckuck (Il lupo & l'agnello)
- 1982: Die Kartause von Parma (La certosa di Parma) (Fernseh-Mehrteiler)
- 1984: Geschichten aus europäischen Schlössern – Die Intrigen der Gonzaga (I veleni dei Gonzaga) (Fernsehreihe, 1 Folge)
- 1984: Ein Skandal in besten Kreisen (Uno scandalo perbene)
- 1984: Wie du mir, so ich dir (A tu per tu)
- 1985: Giulia (Desiderando Giulia)
- 1989: Gepeinigt (La cintura)
- 1998: Bedrohliche Schatten (La casa dove abitana Corinne) (Fernsehfilm)
- 2008: L’allenatore nel pallone 2